# Grue royale
 (avril 2023).
Si vous disposez d'ouvrages ou d'articles de référence ou si vous connaissez des sites web de qualité traitant du thème abordé ici, merci de compléter l'article en donnant les références utiles à sa vérifiabilité et en les liant à la section « Notes et références ».
Balearica regulorum
Pour les articles homonymes, voir grue.
Espèce
Statut de conservation UICN

 EN A2acd+4acd : En danger
Statut CITES
La grue royale (Balearica regulorum) est une espèce de grands échassiers de la famille des Gruidae. Elle vit dans les savanes sèches d'Afrique subsaharienne, mais elle niche dans des habitats un peu plus humides, et est également présente dans des régions herbeuses ou cultivées à proximité de lacs ou rivières comme au Kenya, en Ouganda ou au Rwanda. Elle ne migre pas.

## Morphologie
La grue royale mesure environ 1 m de haut pour un poids de 3,5 kg et une envergure de 2 m. Le plumage est principalement gris avec des ailes blanches dont quelques plumes sont plus colorées.
La tête est noire surmontée d'un panache de plumes dorées et les joues sont blanches avec une tache rouge sur le dessus. Elle possède un sac gulaire rouge extensible. Son cou est gris. Elle est perchée sur de longues pattes gris foncé aux larges pieds qui lui assurent un bon équilibre.
On la différencie de la grue couronnée dont le cou est noirâtre avec un sac gulaire beaucoup plus petit, et chez laquelle la joue est blanche en haut et rose en bas.
Le dimorphisme sexuel est peu marqué, les mâles tendent à être légèrement plus imposants. Les oisillons sont plus gris avec un visage aux plumes chamois.

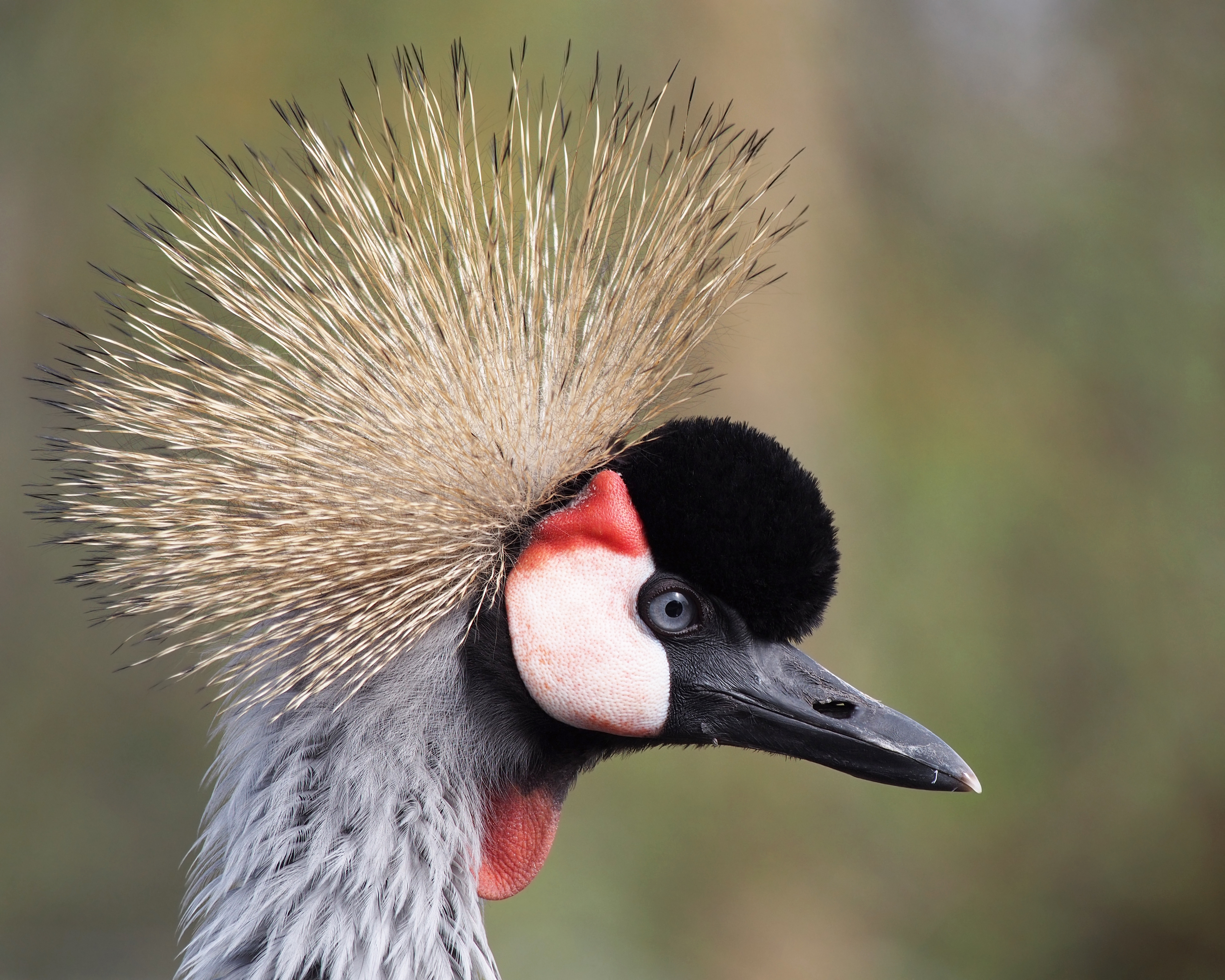
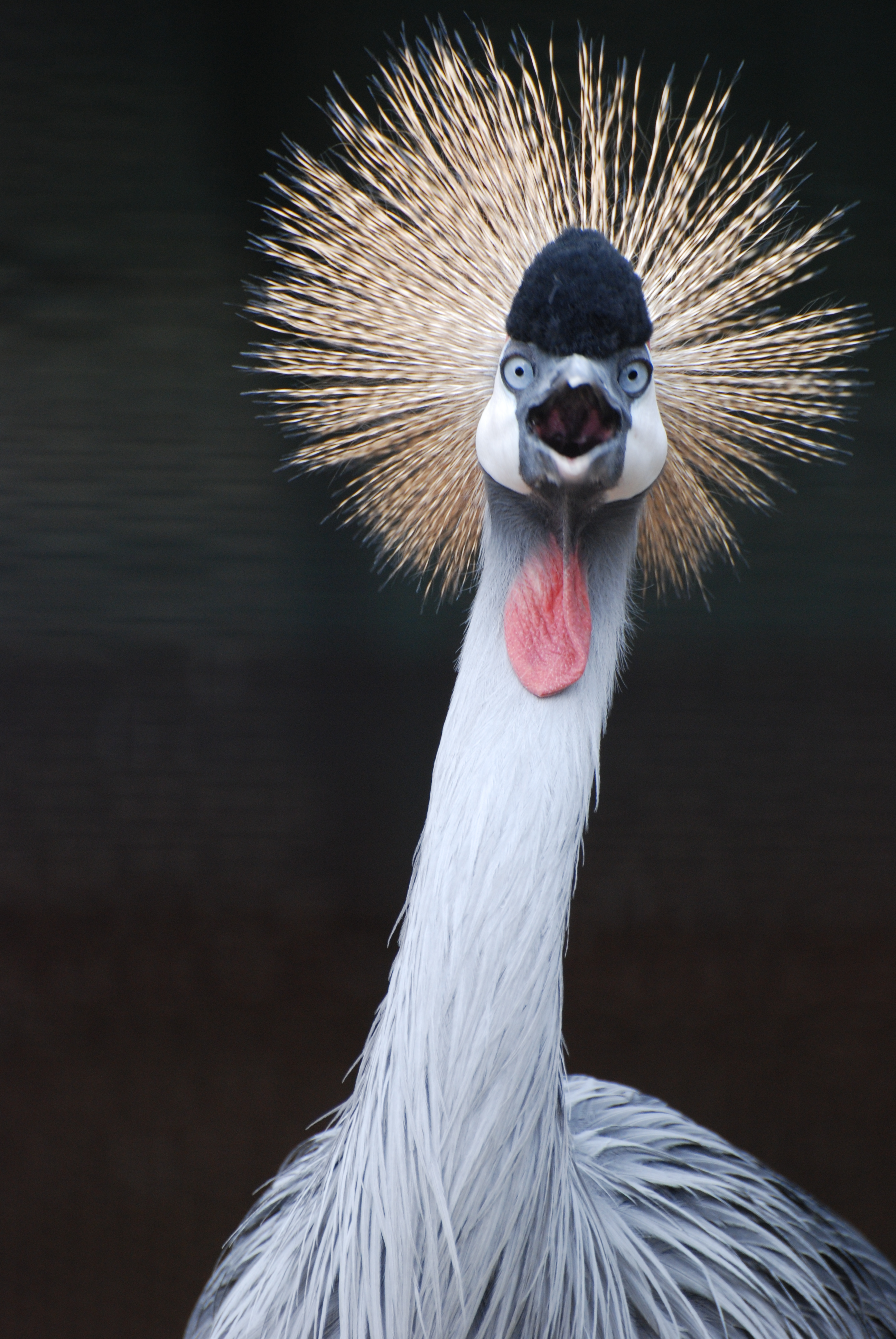
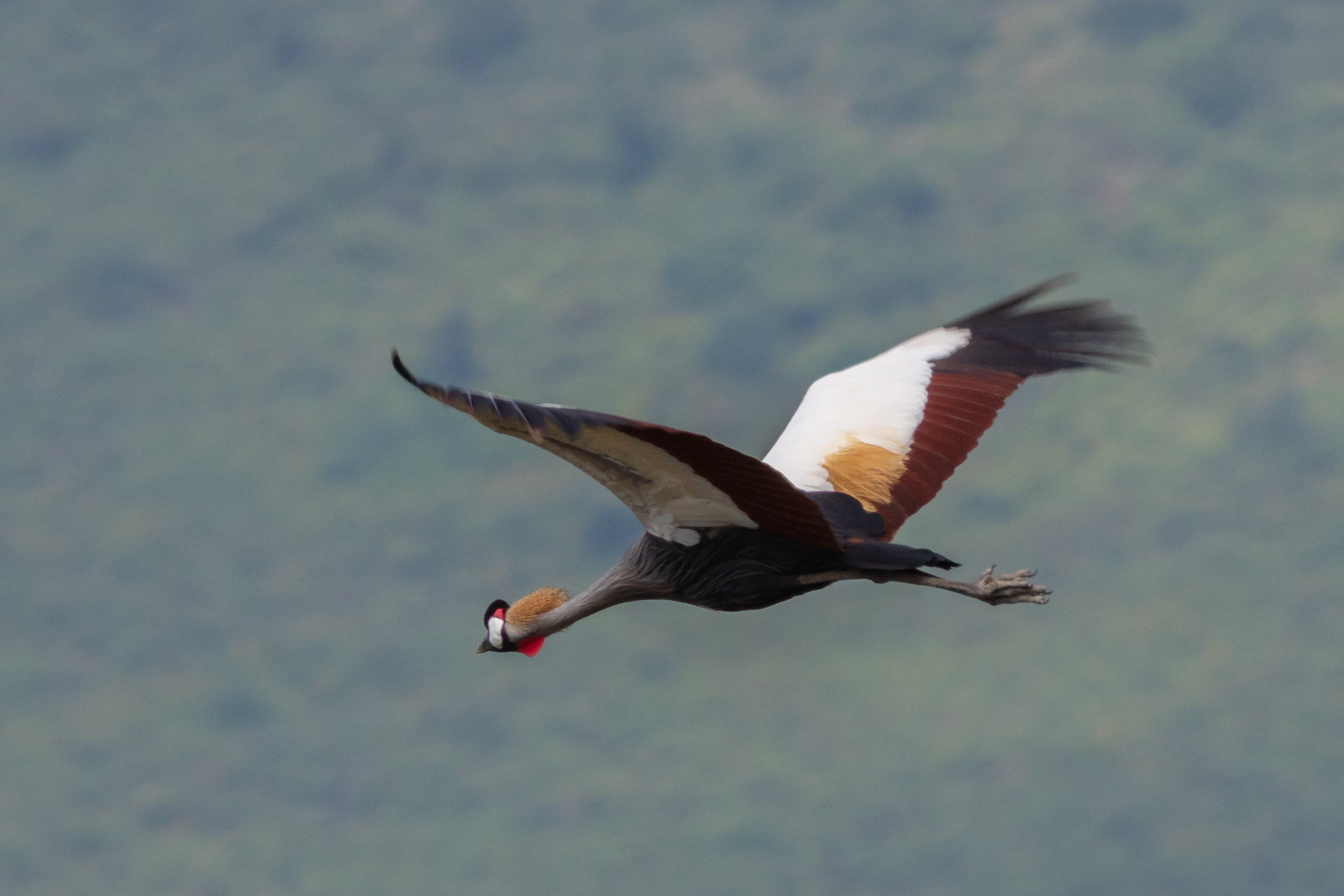
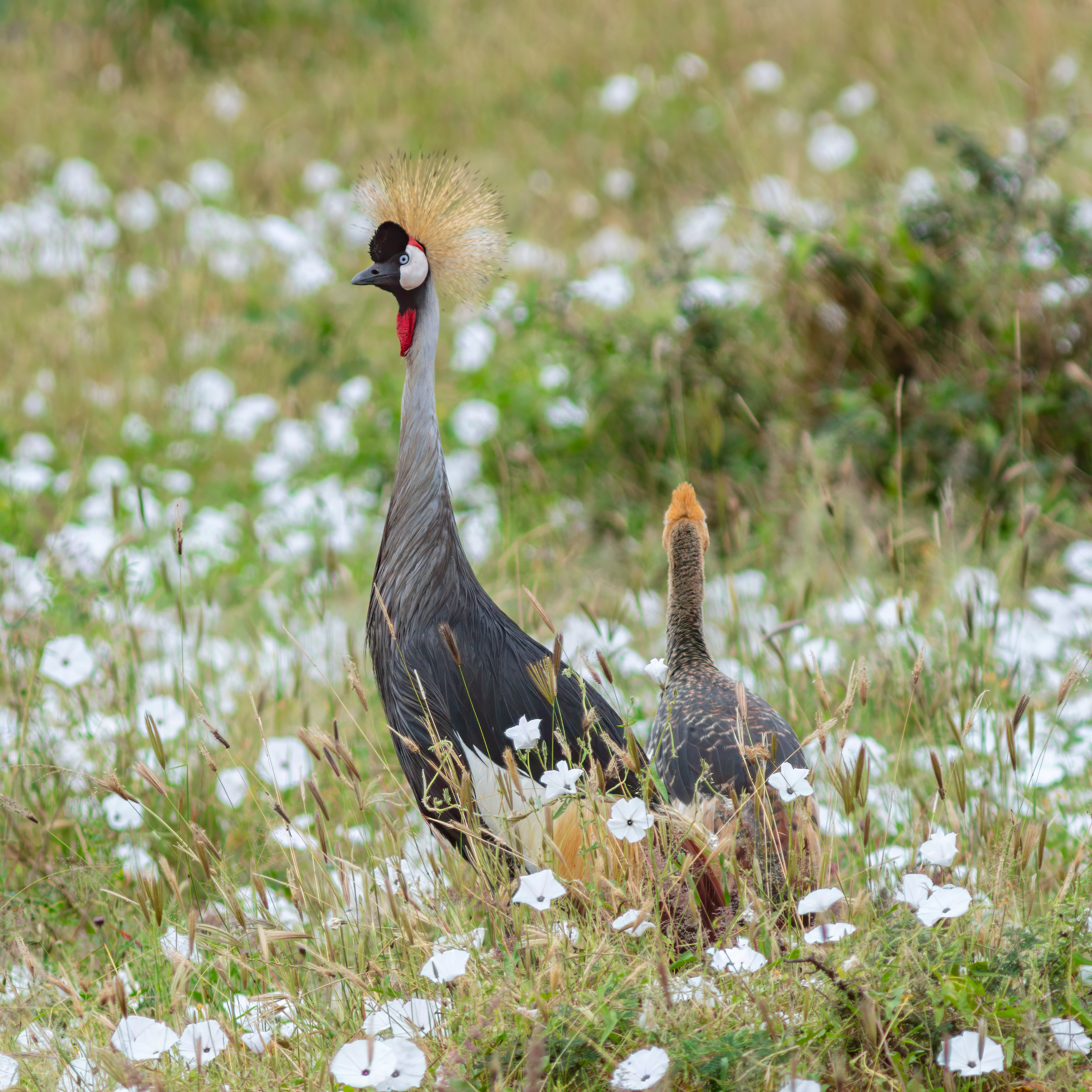

## Comportement

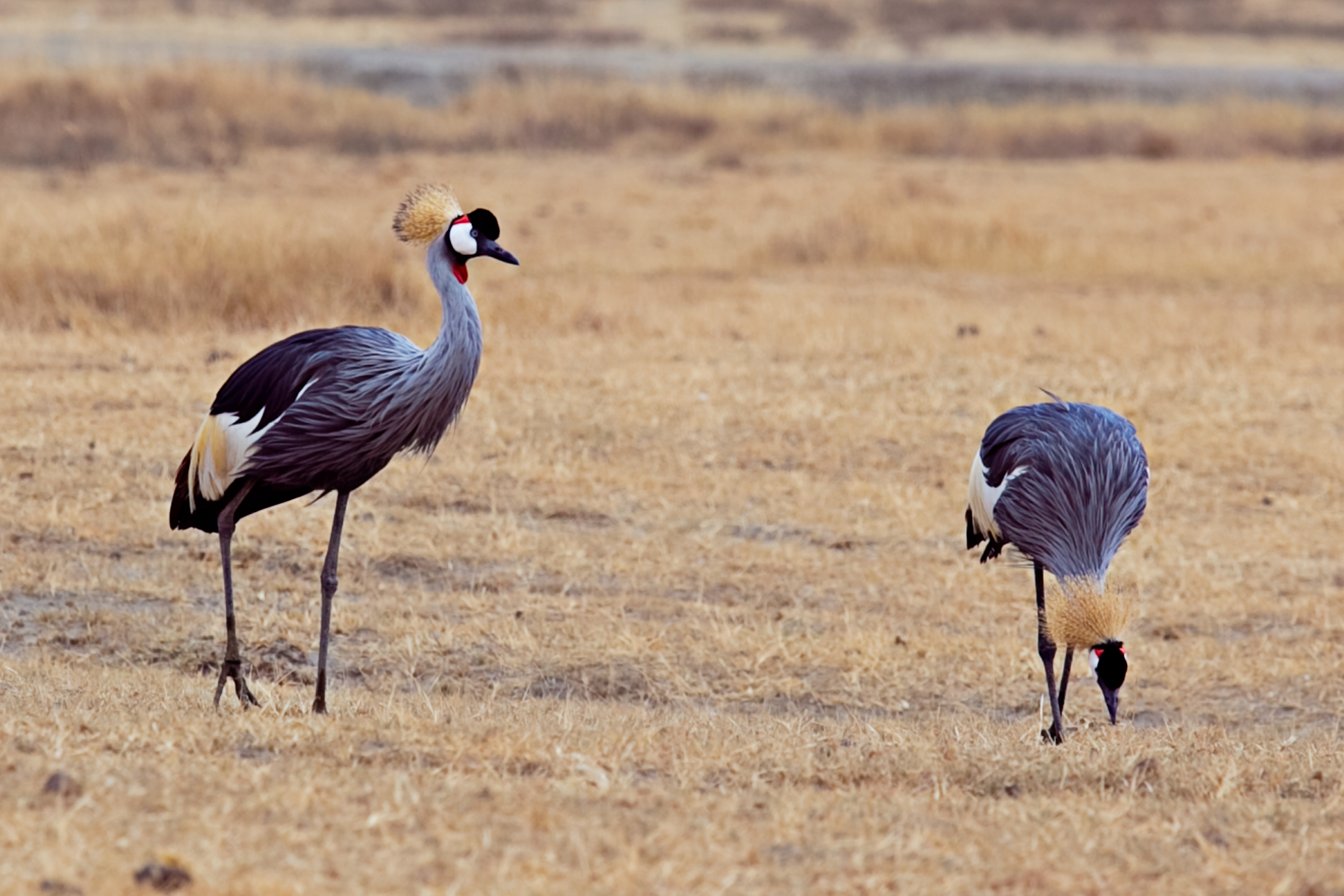
Grues royales en quête de nourriture (Tanzanie)

Cette grue passe le plus clair de son temps à rechercher de la nourriture. Elle est omnivore, se nourrissant de plantes, graines, insectes, grenouilles, vers, serpents, petits poissons et œufs d'espèces aquatiques.
Elle se déplace en piétinant le sol afin de débusquer des insectes, rapidement repérés et attrapés. Ces oiseaux suivent parfois des ruminants afin de profiter de l'agitation pour repérer des proies.
La nuit est une période de repos ; elle dort perchée sur un arbre.

## Reproduction

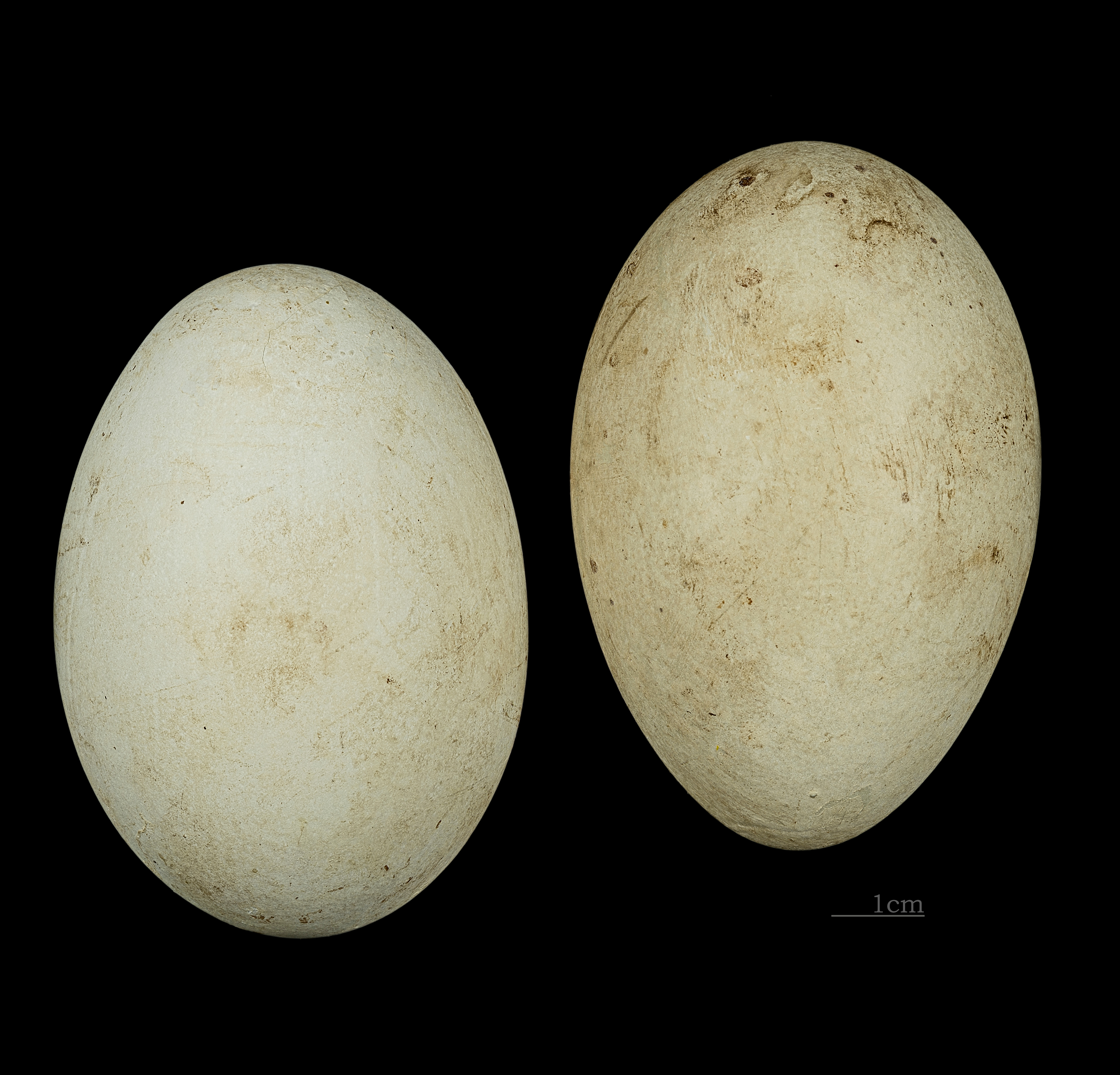
Œufs de Balearica regulorum gibbericeps Muséum de Toulouse

Elle a une parade nuptiale faite de danses, de saluts et de sauts. Elle a un cri bruyant qui implique l'utilisation de son sac gulaire rouge. Elle émet également un son cacardé tout à fait différent des barrissements des autres espèces.
Le nid est une plate-forme d'herbe et autres plantes, et il est construit dans les hautes végétations de zones humides. La femelle y pond de 2 à 5 œufs. L'incubation est réalisée par les deux sexes et dure de 28 à 31 jours. Les poussins volent à partir de 56 à 100 jours.

## Systématique
L'espèce Balearica regulorum a été décrite par l'ornithologue britannique Edward Turner Bennett en 1834, sous le nom initial d'Anthropoïdes Regulorum.

### Synonymie
- Anthropoïdes Regulorum Bennett, 1834 Protonyme

### Taxinomie

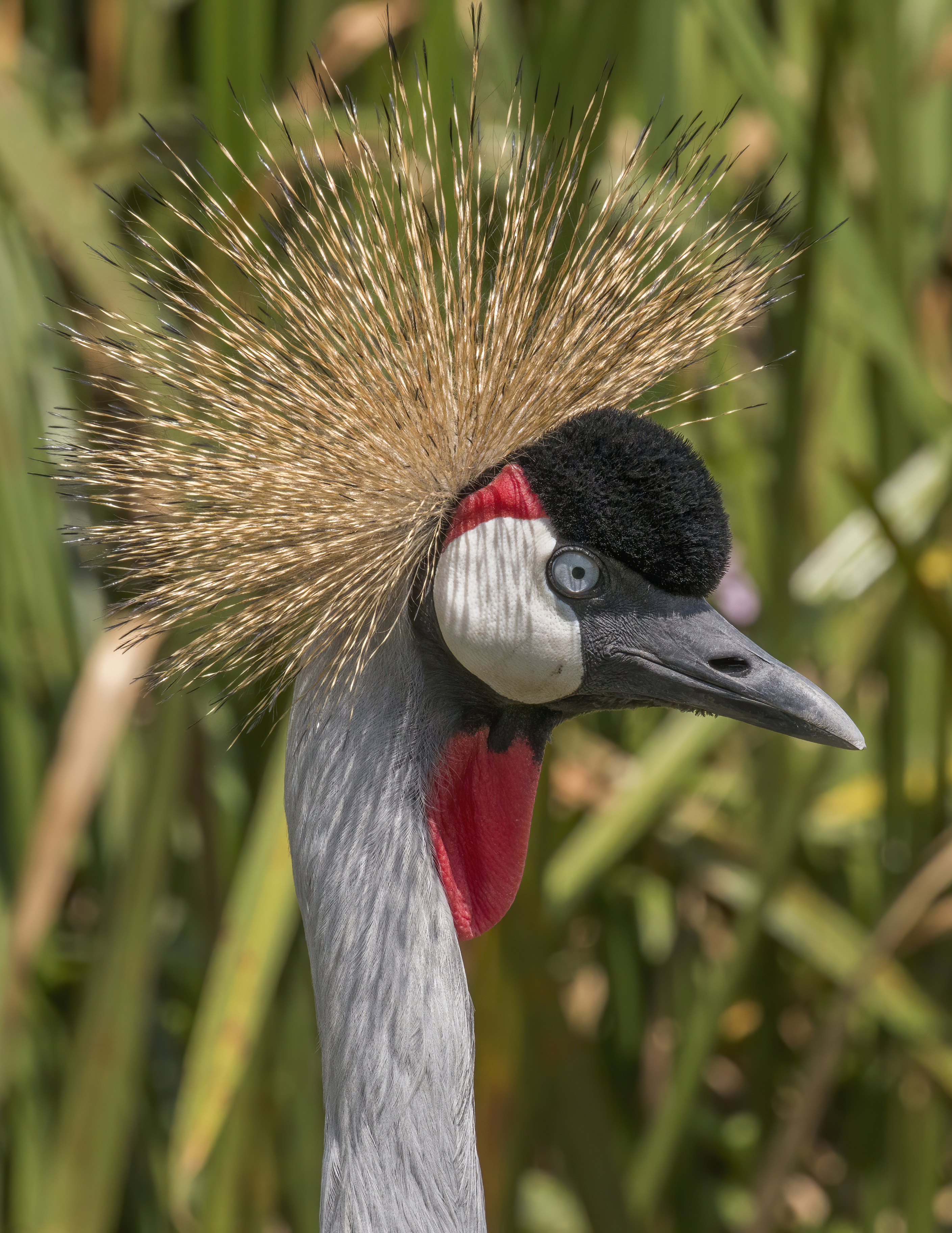
Balearica regulorum gibbericeps, sous-espèce de la grue royale.

D'après le Congrès ornithologique international, cette espèce est constituée des sous-espèces suivantes :
- Balearica regulorum gibbericeps Reichenow, 1892[3] (Grue royale d'Afrique de l'Est) trouvée depuis l'Est de la République démocratique du Congo et, en passant par l'Ouganda, dont elle est l'oiseau national, et le Kenya, jusqu'à l'est de l'Afrique du Sud. Elle a une plus grande surface de peau nue rouge du visage au-dessus de la tache blanche ;
- Balearica regulorum regulorum (Grue royale sud-africaine), plus petite, trouvée de l'Angola au sud de l'Afrique du Sud.

Cette espèce et la Grue couronnée, qui lui est étroitement apparentée, sont les seules qui peuvent se percher dans les arbres, en raison d'un long doigt arrière qui leur permet d’agripper les branches. Cette possibilité, entre autres choses, est une des raisons pour lesquelles les Grues royales sont soupçonnées être très proches physiquement des Gruidae primitifs.

## La Grue royale et l'Homme

### Préservation
La population est estimée à un nombre compris entre 58 000 et 70 000 individus. Elle est assez courante dans son aire de répartition, néanmoins son habitat est menacé par le drainage, l'élevage intensif et les pesticides.
Ces menaces sont telles que le statut UICN de l'espèce est passé de vulnérable à en danger en 2012.

### Symbolique

Armoiries ougandaises

La grue royale est le symbole national de l'Ouganda. Elle est représentée sur le drapeau et les armoiries du pays.